# Foudroyant (1929)
Pour les autres navires du même nom, voir Foudroyant.
Le Foudroyant (1929) est un torpilleur de la classe L'Adroit construit en 1929 à Bordeaux au chantier Dyle Et Baccalan. Il a été coulé le 1er juin 1940 lors des combats de la poche de Dunkerque par des bombardiers allemands. 132 marins furent sauvées par le chalutier  Sainte-Bernadette-de-Lourdes, La perte de ce bâtiment fit une vingtaine de disparus.
Son épave est toujours observable au large de Dunkerque.

## Commandant
- Paul Louis Antoine Fontaine (1899-1976) de 1938 à 1940

## Personnalités ayant servi à son bord
Jean L'Herminier

## Citations à l'ordre de l'armée de mer
Le Torpilleur "Foudroyant" avec le motif suivant :
- Ordre de l'armée de mer: « Sous le Commandement du Capitaine de Corvette FONTAINE (P.L.A.) a brillamment prit part aux opérations en Mer du Nord et sur les côtes de Norvège sous les attaques violentes de l'ennemi » (Ordre N°1159. F.M.F.3 du 19 mai 1940)

Le Torpilleur "Foudroyant" avec le motif suivant :
- Ordre de l'armée de mer: « Sous le Commandement du Capitaine de Corvette FONTAINE (P.L.A.) a été engagé pendant plus de 24 heures consécutives contre des forces terrestres et aériennes a rempli splendidement la mission périlleuse qui lui été confiée tous à bord faisant preuve des plus belles qualités, d'audace et de sang froid » (Ordre N°1194. F.M.F.3 du 24 mai 1940)

Le Torpilleur "Foudroyant" avec le motif suivant :
- Ordre de l'armée de mer: « Remarquablement commandé par le Capitaine de Frégate FONTAINE (P.L.A.) au cours des opérations de Dunkerque en mai 1940 a accompli avec vaillance et ténacité dans des conditions extrêmement périlleuse les délicates missions  qui lui étaient confiées et au cours desquelles il a succombé son équipage et son État-Major donnant le plus bel exemple de courage et de patriotisme »(Ordre N°1348. F.M.F.3 du 16 juillet 1940)